# Юсубов, Эльчин Мустафа оглы
Юсубов Эльчин Мустафа оглы (азерб. Elçin Mustafa oğlu Yusubov; род. 8 августа 1975) — азербайджанский политический деятель, специальный представитель Президента Азербайджанской Республики в городе Ханкенди, а также в Агдеринском и Ходжалинском районах. Является председателем Наблюдательного совета публичного юридического лица «Служба восстановления, строительства и управления» в Ханкенди, Агдере и Ходжалы.

## Биография
Эльчин Мустафа оглы Юсубов родился 8 августа 1975 года. В 1996 году окончил Азербайджанский институт народного хозяйства по специальности «Организация управления», а в 1998 году — по специальности «кредитный экономист».
Состоит в браке и является отцом троих детей.

### Трудовая деятельность
Юсубов занимал различные должности в частном секторе, в Министерстве торговли Азербайджанской Республики, в Министерстве экономического развития Азербайджанской Республики, а также в Государственном агентстве по стандартизации, метрологии и патентам Азербайджанской Республики. Кроме того, он работал в Комитете по управлению государственным имуществом, Управлении Государственного историко-архитектурного заповедника «Ичери Шехер» при Кабинете Министров Азербайджанской Республики.
В дальнейшем он занимал должности заместителя главного директора, первого заместителя главного директора и начальника Бакинского департамента местных доходов при Министерстве налогов Азербайджанской Республики.
13 мая 2020 года распоряжением Президента Азербайджанской Республики он был назначен заместителем начальника Государственной службы по вопросам имущества при Министерстве экономики. На этой должности он проработал до 7 марта 2024 года.
7 марта 2024 года распоряжением Президента Азербайджанской Республики был назначен специальным представителем Президента Азербайджанской Республики в городах Ханкенди, Агдере и Ходжалы.

## Награды
11 февраля 2020 года распоряжением Президента Азербайджанской Республики был награжден медалью «За отличие на государственной службе»
.